# Зюганов, Валерий Валерьевич
Валерий Валерьевич Зюганов (родился 31 июля 1955, Янгиюль, Ташкентская область) — советский и российский биолог (зоолог), доктор биологических наук. Ученик проф. В. В. Хлебовича (Зоологический институт РАН) и Ю. А. Лабаса (Институт проблем экологии и эволюции имени А. Н. Северцова РАН).

## Биография
Окончил биологический факультет Московского государственного университета в 1977 году.
С 1977 года — стажёр-исследователь в Институте биологии развития имени Н. К. Кольцова АН СССР (Москва).
С 1980 года кандидат биологических наук. Защитил в Московском государственном университете кандидатскую диссертацию на тему: «Механизмы формообразования в комплексе Gasterosteus aculeatus sensu lato». После защиты кандидатской диссертации занял должность младшего научного сотрудника Института биологии развития им. Н. К. Кольцова АН СССР.
С 1985 года — научный сотрудник Института биологии развития имени Н. К. Кольцова АН СССР.
В 1989 году присвоено учёное звание ведущий научный сотрудник.
С 1994 года доктор биологических наук. Защитил в Санкт-Петербургском государственном университете (Санкт-Петербург) докторскую диссертацию (в форме научного доклада) по специальности 03.00.10 — ихтиология на тему: «Семейство колюшковых (Gasterosteidae) мировой фауны».
С 1994 года заведующий лаборатории экологии и эволюции биосистем Института биологии развития имени Н. К. Кольцова АН СССР (Москва), которая в 2005 году была преобразована в группу «экологии и эволюции биосистем» в составе лаборатории общей физиологии. С 2005 года — заведующий группы экологии и эволюции биосистем.

### Научные достижения
В конце 1980-х — начале 1990-х годов В. В. Зюганов сформулировал концепцию симбиоза «жемчужница-лосось».
В 1990-е годы В. В. Зюганов с соавторами разработал ряд биотехнологий разведения редких и исчезающих видов речных моллюсков жемчужниц, включенных в Красную Книгу СССР, и защитил эти изобретения авторскими свидетельствами.
В 1990-е годы В. В. Зюганов в рамках развития концепции симбиоза «жемчужница-лосось» выдвинул гипотезу паразит-благодетель, который продлевает жизнь хозяина. Эта гипотезу поддержал ряд известных исследователей. Дискуссия вышла за рамки научного сообщества России: факты и аргументы «за и против» обсуждались на международных конференциях, публиковались в признанных научных журналах и монографиях известных исследователей. Тон дискуссии смягчился после того, как были обнаружены аналогичные факты продления жизни хозяина паразитом в парах «гельминты-рыбы» и «ракообразные — рыбы». У гипотезы В. В. Зюганова появились авторитетные сторонники и противники.
Широкую известность получил после установления факта пренебрежимого старения и максимальной продолжительности жизни (210—250 лет) европейской жемчужницы (лат. Margaritifera margaritifera). Данные В. В. Зюганова были подтверждены финскими малакологами и получили общее признание. В. В. Зюганов — автор 120 научных статей, 6 монографий, авторских свидетельств и патентов.
Известен также разработкой онкопротектора «Эликсир Арктика+» и как автор публикаций в научно-популярных изданиях и публичных выступлений, направленных на победу над старением человеческого организма.
Организатор и президент международного добровольного экологического общества защиты жемчугоносных моллюсков «Society Conservation Margaritiferidae»
С 1992 года научный руководитель лососёвого заказника «Варзугский».
Неоднократно избирался членом и председателем комиссии государственной экологической экспертизы допустимых уловов тихоокеанских лососей Дальнего Востока (1996—2008) Министерства природных ресурсов РФ.

## Направление научной деятельности
Эволюция морской и пресноводной фауны, эколого-физиологические основы долголетия животных и человека. Был руководителем и участником природоохранных проектов на территории России, Германии, Испании, Франции, Великобритании, Норвегии, Швеции. Проводил исследования нестареющих организмов-гидробионтов в лаборатории и 70 экспедициях в России, США, 20 странах Европы, Африки, Юго-Восточной Азии, побережья Тихого и Индийского океанов.
В последнее время В. В. Зюганов сосредоточился на исследовании феномена пренебрежимого старения.

## Важнейшие публикации
- Зюганов В. В., Попкович Е. Г. Арктические костные рыбы с отмененной программой быстрого старения — потенциальный источник лечебных стресс-протективных и противоопухолевых веществ // Известия РАН. — 2005. — № 5. — С. 578—584.
- Зюганов В. В. Долгожитель-паразит, продлевающий жизнь хозяина. Жемчужница Margaritifera margaritifera выключает программу ускоренного старения у лосося Salmo salar // ДАН. — 2005. — Т. 403, № 5. — С. 701—705.
- Зюганов В. В. Парадокс паразита, продлевающего жизнь хозяина. Как жемчужница выключает программу ускоренного старения у лосося // Известия РАН, сер. биол. — 2005. — № 4. — С. 435—441.
- Зюганов В. В., Попкович Е. Г. Лекарства из нестареющей колюшки // Химия и жизнь. — 2005. — № 10. — С. 32-38.

## Общий список публикаций и патентов
1978
1. Зюганов В. В. 1978. Факторы, определяющие морфологическую дифференциацию трехиглой колюшки. Зоол. журнал, 57, 11: 1686—1694.
1979
2. Зюганов В. В. и Хлебович В. В. 1979. Анализ механизмов, определяющих различное отношение спермиев морской и пресноводной форм трехиглой колюшки к солености среды. Онтогенез, 10, 5: 506—509.
3. Соин С. Г., Зюганов В. В. 1979. Особенности активации сперматозоидов и оплодотворяемости икры внутривидовых форм трехиглой колюшки Белого моря в воде различной солености. -Биол. науки (Науч. докл. высш. шк.), 2, с. 32-34.
1980
4. Зюганов В. В. 1980. Механизмы формообразования в комплексе Gasterosteus aculeatus sensu lato. Дис. канд. биол. наук. М. МГУ. 120 с.
5. Захаров В. М., Зюганов В. В. 1980. К оценке асимметрии билатеральных признаков как популяционной характеристики. -Экология, N 1, с. 10-16.
1981
6. Зюганов В. В. 1981. Физиологический полиморфизм по солеустойчивости сперматозоидов трехиглой колюшки Белого моря. Тез. докл. 6 Всес. Совещ. эмбриол., Москва, с.68.
7. Зюганов В. В. 1981. Наследственные различия в ионной проницаемости сперматозоидов трехиглой колюшки. — В кн. Генетика, селекция и гибридизация рыб. Ростов, с. 61-63.
1982
8. Зюганов В. В. 1982. Полиморфизм по числу костных щитков и межпопуляционная изоляция трехиглой колюшки Белого моря. -В кн. «Фенетика популяций», М., «Наука», с. 133—140.
1983
9. Зюганов В. В. 1983. Популяционный полиморфизм по числу боковых щитков трехиглой колюшки Белого моря. — В кн. «Физиол. и популяцион. экология», изд. Саратовского ун-та, с. 118—121.
10. Зюганов В. В. 1983. К анализу параллельной изменчивости на примере колюшковых рыб родов Gasterostius и Pungitius. -Журн. Общей Биологии, 64, с. 718—728.
11. Зюганов В. В. 1983. Генетически определяемые различия ионной проницаемости плазматической мембраны сперматозоидов трехиглой колюшки. -В кн. «Генетика промысловых рыб и объектов аквакультуры.», М., изд. «Легкая пищ. пром.», 1983, с. 59-63.
12. Ziuganov V. Genetics of osteal plate polymorphism and microevolution of threespine stickleback (Gasterosteus aculeatus L.). -Theor. Appl. Genet., 65, 1983, P.239-246.
13. Pillery G., Gihr M., Ziuganov V. and Kraus C. 1983. Fenestration of the Skull in some Cetaceans. — Brain Anatomy Institute University of Berne (Switzerland), Vol. 14, P. 149—193.
1984
14. Зюганов В. В. 1984. О проникновении аральской колюшки Pungitius platygaster aralensis в бассейн Оби. -Вопросы ихтиологии, 4, с. 671—672.
15. Зюганов В. В. 1984. Попытка предсказания генетических эффектов при возможном контакте между колюшковыми рыбами видов Pungitius pungitius и P. platygaster в результате нарушения их природных ареалов. -Генетика, ХХ, 10, 1984, с.1691-1700.
1985
16. Ziuganov V. & Comeluk V. 1985. Hybridization of two forms of ninespine stickleback, Pungitius pungitius and P. platygaster, under experimental conditions and attempt to predict the consequences of their contact in nature. -Environ. Biol. Fish., 13, 4, P. 241—251.
17. Зюганов В. В. 1985. Скорость необратимых физиологических изменений при образовании de novo пресноводной формы трехиглой колюшки Белого моря. -В кн. «Микроэволюия», М., с.40-41.
18. Зюганов В. В. 1985. Генетический анализ фенов костных латеральных пластин у трехиглой колюшки и проблема «ложных фенов». -В кн. «Фенетика популяций», М., с.150-151.
19. Ziuganov V. 1985. Ethological differences and the probability of introgressive hybridization between two species of the ninespine stickleback, Pungitius pugitius and P. platygaster, in Eurasia. -Behaviour, 93, P.1-4.
1986
20. Зюганов В. В. 1986. Об изменении гнездостроительного поведения 9-иглой колюшки Pungitius pungitius (L.) при интродукции в необычные условия среды. -Вопросы ихтиологии, 6, с.1044-1046.
1987
21. Зюганов В. В., Розанов А. С., Буданов К. Н. 1987. Новые принципы управления экосистемами нерестово-вырастных семужных рек севера европейской части СССР. -В кн. «Проблемы изучения рационального использования и охраны природных ресурсов Белого моря.» Кн. 1, Кандалакша, с.373-376.
22. Зюганов В. В. 1987. О значении экологической взаимосвязи семги и европейской жемчужницы в обеспечении продуктивности лососёвых рек Севера. -Тез. докл. III регион. конф-ции «Проблемы изучения, рационального использования и охраны природных ресурсов Белого моря». Кн. II. Кандалакша, 1987. с. 306—309.
23. Зюганов В. В., Лабас Ю. А., Хлебович В. В. 1987. Ионные каналы, гены и эволюция. -Природа, N 9, с.92-99.
24. Зюганов В. В., Розанов А. С. Генетика редукции тазового пояса у рыб (на примере 9-иглой колюшки). -Доклады АН СССР, т. 293, 2, 1987, с. 459—463.
25. Ziuganov V., Golovatjuk G., Savvaitova K., Bugaev V. 1987. Genetically isolated sympatric forms of threespine stickleback, Gasterosteus aculeatus, in Lake Azabachije (Kamchatka-peninsula, USSR). -Environ. Biol. Fish., 18, 4, P. 241—247.
1988
26. Зюганов В. В., Бугаев В. Ф. 1988. Устойчивость изолирующих механизмов двух разновременно нерестующих форм трехиглой колюшки озера Азабачье (Камчатка) при совмещении их сроков нереста в условиях эксперимента.- Вопросы ихтиологии, 28, 2, с.322-325.
27. Зюганов В. В. 1988. Исследование механизмов этологической репродуктивно изоляции между формами трехиглой колюшки из бассейна Белого моря и Камчатки. -Зоол. журнал, 5, с.719-727.
28. Зюганов В. В., Незлин Л. П. 1988. Эволюционные аспекты симбиоза между пресноводными жемчужницами и лососёвыми рыбами. -В кн.: Проблемы макроэволюции. М. Наука. с. 110—111.
29. Зюганов В. В., Незлин Л. П., Старостин В. И., Зотин А. А., Семенова М. Н. 1988. Экология и стратегия охраны и воспроизводства исчезающих видов жемчугоносных моллюсков на примере европейской жемчужницы Margaritifera margaritifera L. (Bivalvia, Margaritiferidae). -Журн. общ. биол., т. 59, N 6, с. 801—812.
1989
30. Зюганов В. В. 1989. Обнаружение в северной Карелии репродуктивно изолированных парапатрических форм девятииглой колюшки (имеющей тазовый пояс и лишенной его). -Вопросы ихтиологии, 29, 3: 448—455.
31. Незлин Л. П., Зюганов В. В., Розанов А. С. 1989. От охраны вида к биосферному заповеднику. -Природа, N 7, с. 52-59.
1990
32. Зюганов В. В., Парамонова И. М. 1990. Пресноводные жемчужницы, рекомендуемые к включению в Красную книгу РСФСР. -В кн.: Итоги изучения редких животных. М.: 133—135.
33. Зюганов В. В., Незлин Л. П., Зотин А. А., Розанов А. С. 1990. Взаимоотношения паразит-хозяин у глохидиев европейской жемчужницы Margaritifera margaritifera (Margaritiferidae: Bivalvia) и массовых видов рыб европейского севера СССР. -Паразитология, т.24, N 4, с. 315—321.
1991
34. Зюганов В. В. 1991. Фауна СССР. Рыбы. Т. 5. вып.1. Семейство колюшковых (Gasterosteidae) мировой фауны. -Л., Наука, 261 c., 1991.
35. Зюганов В. В., Незлин Л. П., Белецкий В. В., Семенова М. Н., Зотин А. А., Буданов К. Н., Медведев В. В., Заборщиков В. Е. 1991. Способ извлечения жемчуга из пресноводных жемчугоносных моллюсков. -Авторское свидетельство Госкомизобретений N 1716632. 1991.
36. Зюганов В. В., Незлин Л. П., Белецкий В. В., Зотин А. А., Буданов К. Н., Медведев В. В., Заборщиков В. Е. 1991. Способ приоткрывания створок раковины у пресноводных жемчугоносных моллюсков. -Авторское свидетельство Госкомизобретений N 1713142. 1991.
37. Nezlin L., Sjuganow V. 1991. Beitrag zum Wiederaufleben der Gewinnung von «Russishen Perlen» Leisten. Business Contact, 1, P. 39-41.
38. Nezlin L., Ziuganov V., Ospovat O. 1991. Le perle dello zar. -Mondo sommerso, N 346, p. 92-93.
39. Nezlin L., Ziuganov V. 1991. Want to help resuscitate «Russian pearls»? -Business Contact, No 1, P. 39-41.
1992
40. Сопов Ю. Н., Зюганов В. В., Зотин А. А., Незлин Л. П., Розанов А. С., Михно И. В., Буданов К. Н. 1992. Способ стимуляции естественного заражения рыб глохидиями двустворчатых моллюсков. -Авторское свидетельство Госкомизобретений N 1769827.
41. Зюганов В. В., Сопов Ю. Н., Зотин А. А., Незлин Л. П., Михно И. В., Буданов К. Н., Чегодаев Ю. М., Парамонова И. М. 1992. Способ получения глохидиев пресноводных двустворчатых моллюсков. -Авторское свидетельство Госкомизобретений N 1787398.
1993
42. Зюганов В. В., Зотин А. А., Третьяков В. А. 1993. Жемчужницы и их связь с лососёвыми рыбами. М. ЦНИИТЭИлегпром. 134 с.
1994
43. Зюганов В. В. 1994. Семейство колюшковых мировой фауны. Автореф. докт. дисс. Спб. 43 с.
44. Зотин А. И., Зюганов В. В. 1994. Иммунные основы паразит-хозяинных отношений пресноводных жемчужниц семейства Margaritiferidae и лососёвых рыб. -М., Известия Академии наук (серия биологическая), 4: 701—708.
45. Ziuganov V., Zotin A., Nezlin L., Tretiakov V. 1994. The freshwater pearl mussels and their relationships with salmonid fish. -Moscow VNIRO Publishing House, 1994, P. 104.
46. Nezlin L., Cunjak R., Zotin A., and Ziuganov V. 1994. «Glochidium morphology of the freshwater pearl mussel (Margaritifera) and glochidiosis of Atlntic salmon (Salmo salar): a study by scanning electron microscopy.» — Canadian Journal of Zoology, Vol 72, P. 15-21.
47. Ziuganov V. 1994. Studies on the mechanisms of ethological reproductive isolation of forms (complete, low, partial) of threespine stickleback Gasterosteus aculeatus from the White Sea basin and Kamchatka-peninsula, Russia — Abstracts of Second international symposium on stickleback behaviour, Leiden, 1994.
48. Ziuganov V., Zotin A. 1994. Discovering in Russia reproductively isolated parapatric forms of ninespine sticklebaack. Abstracts of Second international symposium on stickleback behaviour, Leiden, 1994.
1995
49. Зюганов В., Белецкий В. 1995. Куда исчезает лосось. Российская газета , № 238, с. 29.
50. Ziuganov V., Zotin A. 1995. Vulnerable arctic riverine community «Pearl mussel — salmon» in Russia: influence of timber rafting and overfishing." -Abstracts of Fift SETAC-Europe Congress, Copenhagen. Denmark. p. 72.
51. Ziuganov V., Zotin A. 1995. Relationships between freshwater pearl mussels and atlantic salmon. -Abstract of XXVIII annual meeting Western soc. Malacologists. Fairbanks, Alaska, USA. p. 6.
52. Zotin A., Ziuganov V. 1995. Systematics of Margaritiferidae family (bivalvia) in the pacific basin of Russia." Abstract of XXVIII annual meeting Western soc. Malacologists. Fairbanks, Alaska, USA. p. 6.
53. Ziuganov V.,Zotin A. 1995. Symbiosis of freshwater pearl mussels and atlantic salmon" -Abstracts of Twelfth International Malacological Congress, Vigo, Spain, P.290
54. Beletsky V., Popkovich E., Ziuganov V. and Zotin A. 1995. Modern distribution of freshwater pearl mussel — Abstract of Twelfth Unternational Malocological Congress, Vigo, Spain, P.13.
55. Zotin A., Ziuganov V. 1995. The species problem within Margaritiferidae family in the far east" -Abstract of Twelfth International Malocological Congress, Vigo, Spain, P.58.
56. Carell B., Dunca E., Gardenfors U., Kulakowski E., Lindh U., Mutvei H., Nystrom J., Seire A., Slepukhina T., Timm H., Westermark T., Ziuganov V. 1995. Biomonitoring of pollutants in a historic perspective. Emphasis on mussel and snail shell methodology — Annali di Chimica, 85, 1995, by Societa Chimica Italiana, p. 353—370.
57. Ziuganov V. 1995. Reproductive isolation among plate phenotypes (low, partial, complete) of the threespine stickleback, Gasterosteus aculeatus, from the white sea basin and the Kamchatka peninsula, Russia -Behaviour 132 (15-16), p. 1173—1181.
58. Ziuganov V., Zotin A. 1995. Pelvic girdle polymorphism and reproductive barriers in the ninespine stickleback Pungitius pungitius from northwest Russia -Behaviour, 132 (13-14), p. 1095—1105.
1996
59. Зюганов В., Белецкий В. 1996. Символы России. Бизнес и безопасность в России. № 2-3 : с. 57-59.
60. Зюганов В. В., Белецкий В. В., Михно И. В. 1996. Влияние спортивного лова лососёвых рыб и других антропогенных факторов на биосистему «лосось — жемчужница» в бассейне Белого моря. М. Полиграф, 62 с.
61. Зюганов В. В., Белецкий В. В., Попкович Е. Г. 1996. Экология и эволюция арктических водных биосистем на примере симбиотической пары жемчужница — лосось. — II международная конференция «Новые информационные технологии в медицине и экологии» (Ялта, 4-13 мая) с. 117—119. Изд. Межд. акад. информатизации.
62. Ziuganov V., Zotin A., Beletsky V., Popkovitch E. 1996. Conservation of freshwater pearl mussels (Bivalvia: Margaritiferidae) in Russia. Abstracts 62nd Annual meeting of American Malacological Union. Chicago, USA., p. 57, American malacological Union. Chicago, USA.
1997
63. Ahlgren I., Bigneri A.,… Ziuganov V. 1997. «Studies of environmental history of the baltic as recipient and estuary of elemental pollutants», Joint Conference. 7th Stockholm Water Symposium «With Rivers to the Sea», p. 185—187, Joint Conference. 7th Stockholm Water Symposium «With Rivers to the Sea».
1998
64. Aslund J-E, Kaliuzhin S., Dahlen A. Ziuganov V., Beletsky V. Popkovitch E. 1998. The study of life history of Atlantic salmon and stability of « pearl mussel-salmon» community of the Varzuga River, Northwest Russia as reference river for northern Scandinavian water bodies. Rapport 98:1, Kalkning-Miljoovervakning. Lanststyrelsen Jamtlands lan, Sweden. 51 р.
65. Ziuganov, V ., Beletsky, V., Neves, R., Tretiakov, V., Mikhno, I. , Kaliuzhin, S. 1998. The recreational Fishery for Atlantic Salmon and the Ecology of Salmon and Pearl Mussels in the Varzuga River Northwest Russia. Virginia Tech, USA, 92 р.
66. Ziuganov, V., Kaliuzhin S., Popkovitch E. and Neves R. 1998. Can pearly mussels (Margaritifera margaritifera) relocate to avoid inhospitable conditions? Abstracts, World congress of Malacology, Washington, D.C. R. Bieler & M. Mikkelsen, eds.; р. 366.
67. Ziuganov, V., Beletsky V., Neves R., E. S.-M. Salan, J.C.F. Lopez, M.A.L. Portabales, and R.A.Conzales. 1998. Extremes in longevity of the freshwater pearl mussel (Margaritifera margaritifera): a model system for long life. Abstracts, World congress of Malacology, Washington, D.C., 1998, R. Bieler & M. Mikkelsen, eds.; р. 367.
1999
68. Зюганов В. В., Белецкий В. В., Салан Э. С. М., Йонсон Т., Невес Д. 1999. Сверхдлинная и короткая продолжительность жизни пресноводной жемчужницы Margaritifera margaritifera: модельная система для изучения факторов долголетия животных. Онтогенез, том 30 № 6, С. 469—470.
69. Ziuganov, V. 1999. Extremes in longevity: Freshwater pearl mussels provide a model system for long life. Life extension magazine (USA), April, p. 36.
70. Ziuganov, V., Johnson, T., Kaliuzhin, S. 1999. Differences in tissue regeneration ability between southern and arctic population of freshwater pearl mussels. Abstracts, 3rd Joint Meeting of the European Tissue Repair Society & The Wound Healing Society, Bordeaux, France, P. 137—138.
71. Kaliuzhin S., Ziuganov V., Beletsky V., Dahlen A., Aslund J.-E., Karlsson A., Popkovitch. 1999. A three year study of the life history of Atlantic salmon and stability of « pearl mussel-salmon» community of the Varzuga River, Northwest Russia as reference river for northern Scandinavian water bodies. Rapport 99:1, Kalkning-Miljoovervakning. Lanststyrelsen Jamtlands lan, Sweden. 59 р.
2000
72. Зюганов В. В., Калюжин С. М. 2000. Биосистема «Лосось — жемчужница» в реке Варзуга (Кольский полуостров) как фактор стабильности экосистемы реки. Тез. докладов международной конференции «Атлантический лосось» Петрозаводск. С. 24-25.
73. Ziuganov, V., Kaliuzhin, S. 2000. The biosystem «Salmon — Pearl Mussel» in the Varzuga River (Kola Peninsula, Russia) as a factor of stability of riverain ecosystem. Abstracts of International Conference «Atlantic salmon». Sept. 4-8. Petrozavodsk. P. 114—115.
74. Ziuganov, V., San Miguel, E., Neves, R.J., Longa, A., Fernandez, C., Amaro, R., Beletsky, V., Popkovitch, E., Kaliuzhin, S., Johnson, T. 2000. Life span variation of the freshwater pearlshell: a model species for testing longevity mechanisms in animals. Ambio. XXIX, 2. P. 102—105.
2001
75. Ziuganov, V., Kaliuzhin, S., Beletsky, V., Popkovitch, E. 2001. The Pearl Mussel — Salmon Community in the Varzuga River, Northwest Russia: problems of environmental impacts. In Ecological Studies, Vol. 145. G. Bauer and K. Wachtler (eds.) Ecology and Evolution Biology of the Freshwater Mussels Unionoidea. Springer — Verlag Berlin Heidelberg P. 359—366.
76. Ziuganov V., Popkovitch E., Beletsky V., Neves R. 2001. Tolerance to starvation by the long-lived freshwater pearl mussel Margaritifera margaritifera (Bivalvia, Margaritiferidae). Abstracts. World Congress of Malacology 2001, Vienna, Austria. L. Salvini-Plawen, J. Voltzow, H. Sattmann & G. Steiner, eds.; Unitas Malacologica, P. 405.
77. Зюганов В. В., Зотин А. А. 2001. Обыкновенная жемчужница Margaritifera margaritifera — Красная Книга Российской Федерации. Животные. С. 61-62. АСТ. Астрель.
78. Зюганов В. В., Зотин А. А. 2001. Даурская жемчужница Dahurinaia dahurica- Красная Книга Российской Федерации. Животные. С. 62-63. АСТ. Астрель.
79. Зюганов В. В., Зотин А. А. 2001. Жемчужница Тиуновой Dahurinaia tiunovae- Красная Книга Российской Федерации. Животные. С. 63-64. АСТ. Астрель.
80. Зюганов В. В., Зотин А. А. 2001. Жемчужница Миддендорфа Dahurinaia middendorffi — Красная Книга Российской Федерации. Животные. С. 64-65. АСТ. Астрель.
81. Зюганов В. В., Зотин А. А. 2001. Приморская жемчужница Dahurinaia sujfunensis — Красная Книга Российской Федерации. Животные. С. 65-66. АСТ. Астрель.
82. Зюганов В. В., Зотин А. А. 2001. Гладкая жемчужница Dahurinaia laevis — Красная Книга Российской Федерации. Животные. С. 66-67. АСТ. Астрель.
83. Зюганов В. В., Зотин А. А. 2001. Курильская жемчужница Dahurinaia kurilensis — Красная Книга Российской Федерации. Животные. С. 67-68. АСТ. Астрель.
84. Зюганов В. В., Зотин А. А. 2001. Жемчужница Шигина Dahurinaia shigini — Красная Книга Российской Федерации. Животные. С. 68-69. АСТ. Астрель.
2002
85. Калюжин С. М., Зюганов В. В. 2002. Влияние снижения пресса промысла и внедрения рекреационного рыболовства на воспроизводство семги в реке Варзуга и сопредельных реках бассейна Белого моря. Объед. научн. журн. 6 (29): 26-35.
2003
86. Зюганов В. В. 2003. Сверхдлинная и короткая продолжительность жизни пресноводной жемчужницы: модельная система для изучения факторов долголетия. Объединённый научный журнал. 7 (65): 68-83.
87. С. М. Калюжин, В. В. Зюганов. 2003. Рекреационное рыболовство: как уменьшить ущерб воспроизводству лосося ? В кн. Водные экосистемы и организмы — 4. Тр. научн. конф. Москва. 19.06.02. с. 67.
88. В. В. Зюганов, А. Н. Канидьев (ред). 2003. С. М. Калюжин. Атлантический лосось Белого моря: проблемы воспроизводства и эксплуатации. Петропресс. Петрозаводск. 263 с.
89. Зюганов В. В. 2003. Симбиоз между лососем и жемчужницей в реке Варзуга (Кольский полуостров) как фактор, обеспечивающий гомеостаз экосистемы реки. В кн. Водные экосистемы и организмы — 4. Тр. научн. конф. Moscow, MAX Press с. 64.
90. Ziuganov V. Vilken marklig mussla. 2003. Milljomal i Jamtlands lan. (Sweden), Oktober, p. 12-13.
2004
91. Зюганов В. В., Калюжин С. М. 2004. Проблема паразитарных и опухолевых заболеваний атлантического лосося Salmo salar северо-западного региона. Объед. научн. журн. Т. 8 (100): 63-70.
92. Зюганов В. В., Ташенов С. Т. 2004. Нейроэндокринный и средовой контроль репродуктивного поведения короткоживущих рыб (сем. Gasterosteidae): 1. Полевые эксперименты по продлению предельных сроков жизни рыб. Объед. научн. журн. Т. 14 (106): 41-56.
93. Зюганов В. В. 2004. Арктические долгоживущие и южные короткоживущие моллюски жемчужницы как модель для изучения основ долголетия. Успехи геронтологии. № 14. С. 21-31.
2005
94. Зюганов В. В. 2005. Долгожитель-паразит, продлевающий жизнь хозяина. Как жемчужница выключает программу ускоренного старения у лосося. Объединённый научный журнал № 35 (127), 56-63 стр.
95. Зюганов В. В., Попкович Е. Г. 2005. Арктические костные рыбы с отмененной программой быстрого старения — потенциальный источник лечебных стресс-протективных и противлопухолевых веществ. Известия РАН № 5, с. 578—584.
96. Зюганов В. В., Попкович Е. Г., Калюжин С. М. 2005. Отселектированные на долголетие артические гидробионты — новый источник лечебных стресс-протективных и противоопухолевых веществ. Объединённый научный журнал № 14 (142), с. 65-74.
97. Зюганов В. В. 2005. Долгожитель-паразит, продлевающий жизнь хозяина. Жемчужница Margaritifera margaritifera выключает программу ускоренного старения у лосося salmo salar. Доклады академии наук, том 403, № 5, с. 701—705.
98. Зюганов В. В. 2005. Парадокс паразита, продлевающего жизнь хозяина. Как жемчужница выключает программу ускоренного старения у лосося. Известия РАН. Серия биологическая, № 4, с. 435—441.
99. Ziuganov V.V. 2005. A Long-Lived Parasite Extending the Host Life Span: The Pearl Mussel Margaritifera margaritifera Elongates Host Life by Turns out the Program of Accelerated Senescence in Salmon Salmo salar. DOKLADY BIOLOGICAL SCIENCE. English translation of Doklady Akademii Nauk (Vol.403,Nos.1-6,July-August 2005), p. 291—294.
100. Ziuganov V.V. and Popkovich E.G. 2005. Arctic Teleost Fishes with Canceled Accelerated Senescence Program Are a Potential Source of Stress Protectors and Cancer Drugs. Biology Bulletin, Vol.32 Num 5, p. 478—483. (Translated from «Izvestiya Akademii Nauk» Ser.Biol. Num 5, 2005).
2006
101. Ziuganov V.V. 2006. Mussel larvae — infected Atlantic Salmon with Canceled «Death Program» and Long Lived Arctic Stickleback Are a Potential Sources of Stress Protectors and Cancer Medication. Integrated Sci. Journal. No 13 (173), p. 56-68.
102. Зюганов В. 2006. Регуляторные пептиды колюшки и жемчужницы. Косметика и медицина. № 3: 28-30.
103. Рачковский М. (лит. псевдоним В. В. Зюганова). 2006. Паразит — благодетель. Химия и жизнь. № 2:58-61.
104. Зюганов В. 2006. Польза и вред от стресса. «Аргументы и Факты — Здоровье». № 22 (614), июнь, с. 13.
105. Зюганов В. 2006. Отменить старение? Реально. (Интервью газете «Аргументы и Факты — Долгожитель», № 13 (97), июнь, с. 2, 4-5).
2007
106. Зюганов В. В. 2007. Биологически активный комплекс «Арктика+» и способ лечения онкологических заболеваний. Заявка на изобретение RU 2006 106 121 А. Бюлл. Федер. Сл. Интел. Собств. Патентам и товарн. Зн. № 25 от 10.09.07.
107. Павлов Д. С., Калюжин С. М., Веселов А. Е.,Зиланов В. К., Зюганов В. В., Шустов Ю. А., Балашов В. В., Аликов Л. В. 2007. Программа научных и практических действий по сохранению, восстановлению и рациональной эксплуатации запасов атлантического лосося в реках Кольского полуострова. Коллективная монография. 81 с. Изд. Карельский научный центр РАН. Петрозаводск.
108. Зюганов В. В. 2007. Программу старения можно отменить. Домашний адвокат. № 8 (364) с. 32-33.
109. Зюганов В. В. 2007. Лекарства ищут в море (интервью Т. Кузив). Медицинский вестник № 17 (402), май. С. 18.
2008
110. Зюганов В. В. 2008. Биологически активный комплекс «Арктика+» и способ лечения онкологических заболеваний. Патент на изобретение №. 2324489. Зарегистрирован в Государственном реестре изобретений Российской Федерации 01.03.08.
111. Зюганов В. В. 2008. Нестареющие животные. Почему они живут долго, но не вечно ? Использование и охрана природных ресурсов в России (информационно-аналитический бюллетень) № 2 (98). С. 30-36.
2009
112. Зюганов В. В. 2009. Ферма для разведения водных организмов. Патент на полезную модель № 81622. Зарегистрирован в Государственном реестре полезных моделей Российской Федерации — 27.03.2009.
113. Зюганов В. В. 2009. .Жемчужные симбиозы в Акртике и в тропиках «Нептун XXI век» (№ 5, 2009 г.)
114. Зюганов В. В. 2009. Стрессы дайвера и лекарства от них «Нептун XXI век» (№ 6, 2009 г.)
2010
115. ЗЮГАНОВ В. В. 2010. Ферма для разведения двустворчатых моллюсков. Патент № 95463.
116. Зюганов В. В. 2010. Рецепты бессмертия. Биология гидробионтов — нестареющих жителей моря. Нептун. № 3. С.96-100.
117. Зюганов В. В. 2010. Симбиоз особо ценных объектов фауны России: как паразит жемчужница усиливает жизнеспособность хозяина-лосося. Использование и охрана природных ресурсов в России (научно-информационный и проблемно-аналитический бюллетень). № 1 (109). С.29-34.